# Echinocamptus hypophyllus
Echinocamptus hypophyllus is een eenoogkreeftjessoort uit de familie van de Canthocamptidae. De wetenschappelijke naam van de soort is voor het eerst geldig gepubliceerd in 1996 door Defaye & Heymer.